# Тимофеевка (Новосибирская область)
Тимофеевка — деревня в Венгеровском районе Новосибирской области России. Входит в состав Шипицынского сельсовета.

## География
Площадь деревни — 34 гектара

## История
Основана в 1896 г. В 1928 г. состояла из 108 хозяйств, основное население — латгальцы. В административном отношении являлась центром Тимофеевского сельсовета Спасского района Барабинского округа Сибирского края.

## Население
| 2002 | 2007 | 2010 |
| ---- | ---- | ---- |
| 222  | ↘148 | ↘102 |

Национальный состав
Согласно результатам переписи 2002 года, в национальной структуре населения русские составляли 57 %, латгальцы - 37%.

## Инфраструктура
В деревне по данным на 2007 год функционируют 1 учреждение здравоохранения, 1 образовательное учреждение.